# Норденшёльд, Эрланд
Барон Эрланд Норденшёльд (швед. Nils Erland Herbert Nordenskiöld; 19 июля 1877, Стокгольм — 5 июля 1932, Гётеборг) — шведский археолог, этнограф и антрополог. Его исследования были посвящены этнографии и доисторическому периоду Южной Америки.
Родился в баронской семье, его отцом был Адольф Эрик Норденшёльд.
Образование получил в Упсале, в 1906—1908 годах был сотрудником Музея естественной истории в Стокгольме. В 1913 году он был назначен директором этнографического отделения музея Гётеборга. До этого в течение нескольких лет он путешествовал по странам Южной Америки и собирал коллекции для музеев Стокгольма. Он посетил Патагонию в 1899 году, север Аргентины и Боливию в 1901—1902 годах, Перу и Боливию в 1904—1905 годах, Боливию в 1908—1909 годах, внутренние области Южной Америки в 1913 году. В 1918 году активно участвовал в наборе шведских добровольцев, отправлявшихся на гражданскую войну в Финляндии, и был награждён Крестом свободы III класса.
В 1912 году он получил Лубатскую премию и золотую медаль Уолберга. Помимо многочисленных статей в научных периодических изданиях, он написал следующие работы: Från högfjäll och urskogar (1902); Indianlif i el gran chaco (1910); Indianer och hoita (1911); Sydamerikas indianer (1912).

## Награды
- Орден Даннеброг, рыцарский крест (RDDO) (Дания, 7 апреля 1906)[6]
- Орден Полярной звезды, рыцарский крест (RNO1kl) (Швеция, 24 апреля 1915)
- Военный крест (RFFrK) (Франция, 1918)
- Орден Заслуг, большой офицерский крест (ChilAM2kl) (Чили, 1923)
- Орден Почётного легиона, рыцарский крест (RFrHL) (Франция, 1925)
- Орден Альфонсо XII, рыцарский крест (RSpAXII:sO) (Испания, 1925)
- Орден Креста Свободы 3-го класса (RFinlFrK3kl) (Финляндия, 1930)